# Romeo de Villanova

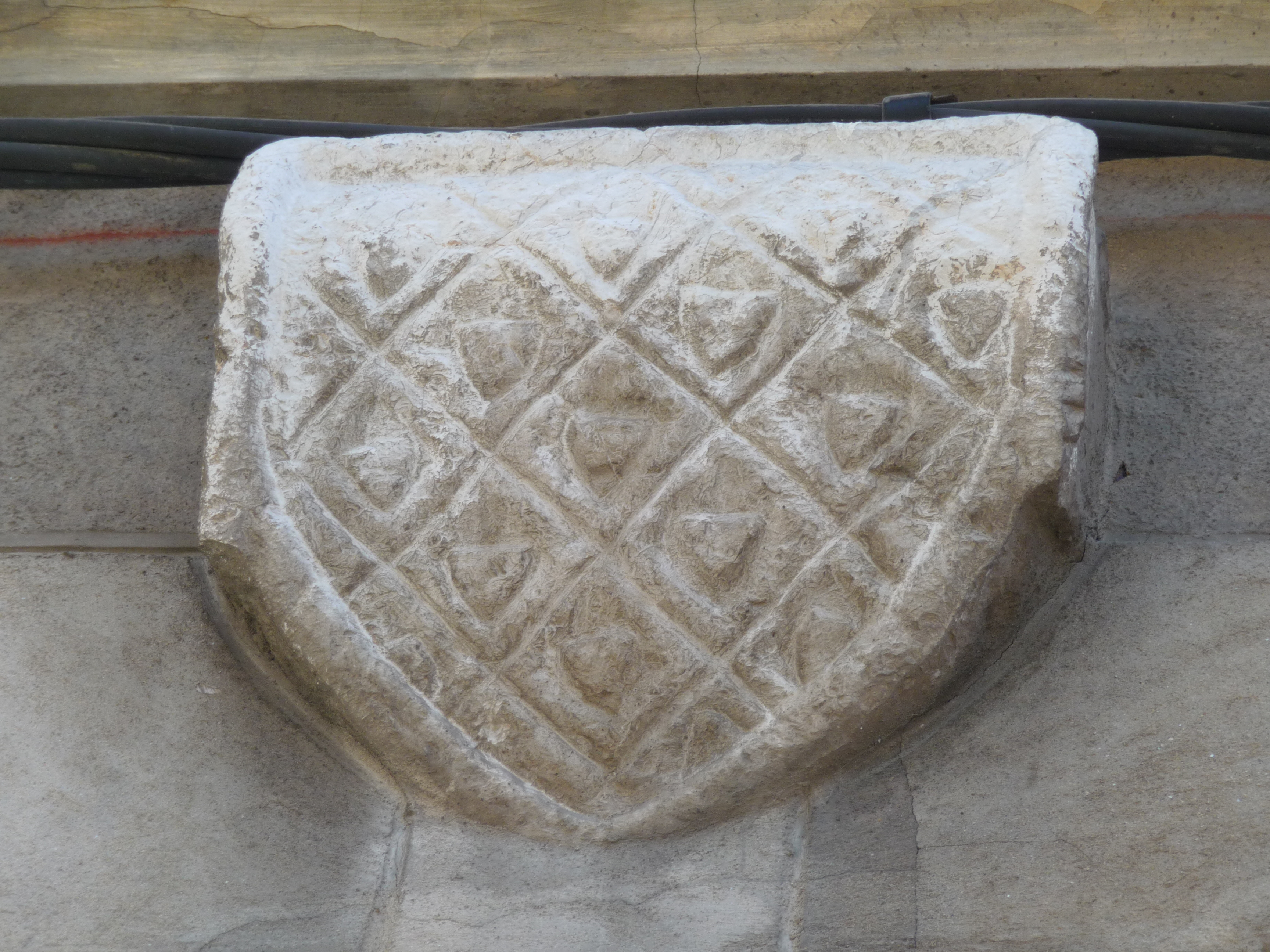
Escudo de armas en frente del castillo dentro de los muros de los barones de Villeneuve, Vence, Alpes-Maritimes, Francia

Romeo de Villanova (en francés Romieu de Villeneuve; n. en 1170 y f. en 1250) fue un ministro de Ramón Berenguer, conde de Provenza e hijo de Alfonso II de Provenza.

## En laDivina Comedia
Dante Alighieri habla de Romeo en la La Divina Comedia, en el canto VI del Paraíso (vv. 127-135), donde se le presenta como una figura humilde y aun consciente de sus deberes. Dante narra una leyenda, recogida por Giovanni Villani en la Crónica (VII, 90), según la cual Romeo habría sido un oscuro peregrino el cual, de regreso de Santiago de Compostela, habría resultado al servicio de Berengario, probando su capacidad y honestidad con sus consejos. En efecto, multiplicó por dos el patrimonio del conde y lo ayudó a casar con éxito a sus cuatro hijas. Sin embargo, se ganó la envidia de los señores provenzales, que lo acusaron de traición. Por esa razón tuvo que dejar la corte, y terminó sus días de nuevo en la pobreza.